# SOA治理
SOA治理（Service-Oriented Architecture (SOA) governance）是指在面向服务架构中对服务执行控制相关的活动。SOA治理可以看作是信息技术治理的子集，而信息技术治理又是公司治理的一个子集。SOA治理主要关注于如何利用资源为企业带来价值。SOA即需要许多IT支持流程，也需要许多使企业领导人参与的组织上的流程。面向服务架构需要一个基于标准的，并包括策略，合约和服务等级协议在内的坚实的基础。通过使用服务，企业希望能够快速地构建和变更组织的业务流程。要实现敏捷，需要存在可以使用的粗粒度的和细粒度的服务。因此，一个面向服务架构增加了对良好治理的需求，良好的治理将帮助分派决策权力，角色和责任，并使得关注点集中在取得成功所需的组织能力上。

## 定义
SOA治理的不同定义在SOA治理的目的在于实施控制这一点上是相同的，不同之处在于SOA治理应具有的责任。一些狭义定义关注于推行策略和监控服务，而另一些定义使用了更宽广的面向业务的视角。
安妮·托马斯·梅恩斯（Anne Thomas Manes）将治理定义为“一个企业实施的用以保障事情正确完成的流程，也就是说遵循最佳实践，体系架构原则，治理条例，法律和其他决定因素。SOA治理是指用于管理采用和实现面向架构服务的流程。”

SOA治理的特有的关注点在于开发为业务增加价值的服务，有效的SOA治理必须从业务的视角包含整个SOA生命周期中有关的人，流程和技术，并且从信息技术的视角包含连接性和重用，从而利用信息技术调整业务。
再次引用安妮·托马斯·梅恩斯的话：“面向服务架构是有关行为的，而不是你建造和购买的东西。你需要改变行为使其发挥作用。”

Gartner公司将SOA治理定义为“确保和证实体系结构中的资产和工作成果一如预期地正常运作，并且保持一定的质量水平。” 
ISO 38500描述了一个包括信息技术的组织治理的6个指导准则和管理者治理信息技术的模型在内的框架。治理信息技术的主要任务为：(评价，指导和监控。ISO 38500 区分了“治理”，“管理”和“监控”的差异。

## SOA治理的范围
在面向服务架构中可能会出现的一些典型治理问题有：
- 为利益相关者提供价值：投资会给股东带来利益，面向服务架构也是一样的。
- 遵守标准和法律: IT系统需要经受审计以证明遵守类似萨班斯-奥克斯利法案的规制。在面向服务架构中，服务的行为通常是未知的。
- 变更管理: 变更一个服务通常会带来不可预见的后果，这是因为服务提供者没有服务消费者的信息。这使得对变更服务的影响分析变得异常困难。
- 保证服务的质量: 由于在面向服务架构中添加新的服务是非常灵活的，所以需要特别注意这些服务的质量，包括设计质量和服务质量（QoS）。一个服务通常调用其他的服务，这样一个服务的失灵会在许多应用中造成故障。

作为SOA治理的一部分提及的关键活动包括：
- 管理服务的存量：规划新的服务的开发和现有服务的更新
- 管理服务的生命周期：需要保证服务的更新不扰乱当前的服务使用者。
- 使用策略来限制行为：为了保证服务的一致性，可以创建应用于所有服务的规则。
- 监控服务的性能：由于服务的组合，服务的停工或低效的后果可能很严重。因此需要对服务的性能和可用性进行监控，一旦出现问题就可以及时响应。